# 惠榮
惠榮（1849年—？），字济生，号师侨，楊氏，內務府漢軍正黃旗人，清朝政治人物、同進士出身。
光緒二年丙子举人，三年（1877年），参加丁丑科殿試，登進士三甲第11名。同年五月，授內閣中書。

## 家族
- 高祖廷梅，福建清流县知县；
- 高祖母侯氏，镶黄旗满洲总督侯國柱之女；
- 族高伯虔禮宝，侍郎；
- 曾祖希孟；
- 祖玉林；
- 父長馨，内务府笔帖式、苑丞；
- 妻伊尔根觉罗氏；
- 堂兄晉榮，光绪癸未进士；
- 族弟楊鍾羲，光绪己丑进士。